# Kroehlers de Stratford
Pour les articles homonymes, voir Kroehlers.
Les Kroehlers de Stratford étaient une équipe junior de hockey sur glace de l'Association de Hockey de l'Ontario. Ils ont évolué entre 1942 et 1951 dans la ville de Stratford en Ontario au Canada.